# Luka Jeran
Luka Jeran, slovenski misijonar, kanonik, pesnik, nabožni pisatelj in urednik, * 16. oktober 1818, Javorje, † 25. april 1896, Ljubljana.
Rodil se je očetu Andreju in materi Uršuli (rojena Tavčar). Jeran je gimnazijo obiskoval v Karlovcu in Ljubljani. Nato je od 1840 do 1842 na liceju študiral slovanske jezike in bogoslovje ter bil 1846 posvečen.
Kot kaplan je služboval v Poljanah, Horjulu in med letoma 1854 in 1869 v Ljubljani, v župniji Trnovo, ko je bil tam župnik Frančišek Ksaver Karun. Takrat sta z župnikom Karunom vodila gradnjo nove cerkve Sv. Janeza Krstnika.
Leta 1853 in 1854 je potoval v Afriko kot misijonar in se obakrat zaradi bolezni vrnil. 
Iz Afrike je s seboj pripeljal pet otrok, ki jih je želel vzgojiti za misijonarsko delo. 
Teh pet zamorčkov je predstavljalo veliko zanimivost za trnovsko župnijo in celo Ljubljano. Urbana legenda pravi, da je teh pet otrok dobilo
mesto v hudomušni pesmi »Pet zamorčkov«.
Bil je sodelovalec pri prevajanju Wolfove Biblije.
Leta 1869 je Jeran postal papežev kómornik, leta 1882 pa stolni kanonik. Papež mu je podelil tudi častni naziv monsignor.
Jeran se je že v Karlovcu pridružil ilirskemu gibanju. Kot bogoslovec se je seznanil s S. Vrazom in si z njim dopisoval v ilirščini. Domoljubne, prigodniške in nabožne pesmi, ki nimajo posebne literarne vrednosti, je prvič objavil 1843 v Novicah. Objavljal je tudi v Drobtinicah, Vedežu, največ pa v Zgodnji danici, ki jo je od leta 1852 do leta 1896 tudi urejal.
Poleg pesmi je v Zgodnji danici  objavljal tudi nabožne, vzgojne in verskopolitične članke, pa tudi literarne ocene, v katerih je odklanjal erotiko. Jeranovo delovanje na filozofskem področju pa je na Slovenskem povzročilo idejno razlikovanje in utrlo pot nestrpnosti. Kot mecen ljubljanskih dijakov je 1880 ustanovil Dijaško kuhinjo.